# Bukarester Tagblatt
Das Bukarester Tagblatt war eine deutschsprachige Tageszeitung, die von 1880 bis 1918 und in Bukarest im Fürstentum und hierauf im Königreich Rumänien erschienen ist. Es verstand sich als „Organ der deutsch redenden liberalen Bevölkerungselemente Rumänien[s]“, der sogenannten Regatsdeutschen. Trotz zahlreicher Besitzerwechsel konnte die von Adolf Worell gegründete Zeitung fast vierzig Jahre lang ohne Unterbrechung erscheinen. Das Bukarester Tagblatt verfolgte laut eigener Angabe das Ziel, nicht allein die deutsche Sprache und Kultur zu fördern, sondern auch die Interessen des Königreiches Rumänien zu vertreten. Dem Ausland sollten verlässliche Informationen zu den politischen und wirtschaftlichen Verhältnissen im Land geboten werden. Nach der Besetzung Bukarests durch die Mittelmächte wurde die Zeitung zum Blatt der deutschen Militärverwaltung. Seit 1917 enthielt diese Kriegsausgabe eine textgleiche rumänischsprachige Ausgabe mit dem Titel Gazeta Bucureștilor. Mit Ende des Ersten Weltkrieges und dem Rückzug der deutschen Truppen aus Bukarest musste die Zeitung ihr Erscheinen einstellen. Ab 1926 erschien unter demselben Titel bis 1944 die Bukarester Ausgabe des Siebenbürgisch-Deutschen Tageblatts mit einem Schwerpunkt auf Wirtschaftspolitik.